# 川添村 (三重県)
川添村（かわぞえむら）は三重県多気郡にあった村。現在の大台町の東端、宮川の中流左岸、紀勢本線の栃原駅から川添駅にかけての区域にあたる。

## 地理
- 山岳：浅間山
- 河川：宮川、濁川

## 歴史
- 1889年（明治22年）4月1日 - 町村制の施行により、千代村・柳原村・栃原村・新田村・神瀬村・下楠村・上楠村・粟生村・高奈村の区域をもって川添村が発足。
- 1956年（昭和31年）9月30日 - 三瀬谷町と新設合併して大台町が発足。同日川添村廃止。

## 交通

### 鉄道路線
- 日本国有鉄道
  - 紀勢東線（現・紀勢本線）：栃原駅 - 川添駅

### 道路
- 国道170号（現・国道42号）

現在は旧町域に紀勢自動車道の奥伊勢パーキングエリアが所在するが、当時は未開通。